# Февральский поход

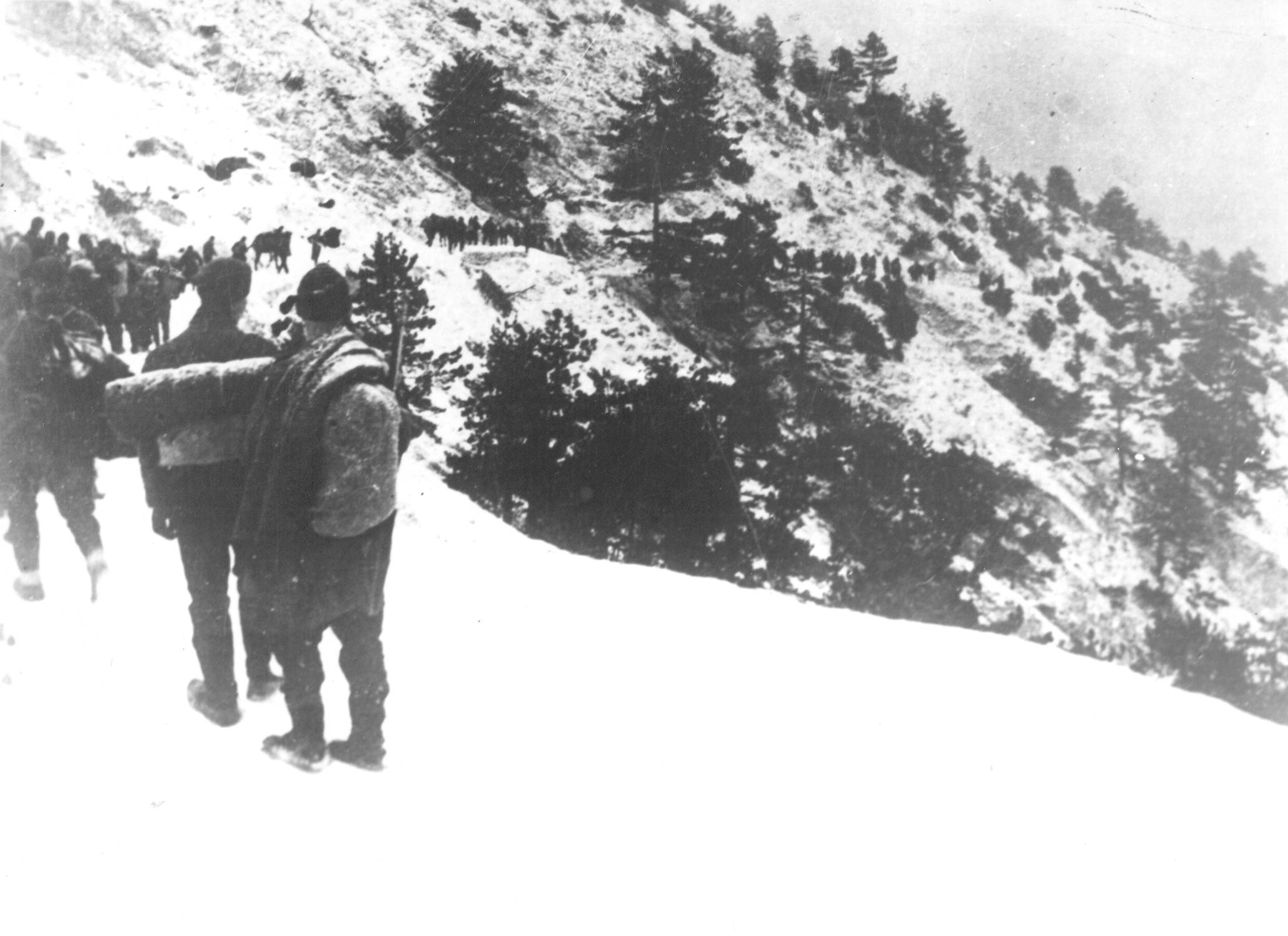
Бойцы 1-й Македонско-косовской ударной бригады в походе

Февральский поход 1944 года (макед. Февруарски поход 1944) — поход группы батальонов, 1-й Македонско-косовской и 2-й Македонской бригад Народно-освободительной армии Югославии c отрогов Меглена и Кожуфа в восточную и центральную части Вардарской Македонии и долину Вардара в период с 31 января дo 24 февраля 1944 года. Февральский поход стал важным поворотным моментом в развитии вооружённой борьбы на территории Македонии и формировании здесь новых частей НОАЮ. В результате успешных действий партизан стратегическая инициатива в Македонии перешла к НОАЮ, а немецкие оккупационные войска в этой области Югославии были вынуждены перейти к обороне и удерживанию важных опорных пунктов, объектов и линий коммуникаций.

## История
К декабрю 1943 — январю 1944 года Главный штаб народно-освободительной армии и партизанских отрядов (ГШ НОАиПО) Македонии располагался в труднодоступной горной области Меглен на границе Греции и Югославии. 20 декабря 1943 в селе Фуштани, на территории Греции и в 10 км от границы с Югославией, была сформирована 2-я Македонская ударная бригада, после чего ГШ НОАиПО Македонии создал три боевые группы для подготовки к очередной операции, призванной обеспечить активизацию народно-освободительной борьбы в центральной и восточной части Македонии. Немецко-болгарские войска в течение яннваря 1944 года дважды наносили превентивные удары по македонским партизанам: в период с 4 по 8 января 1944 из Фессалоник и Водена и с 16 по 20 января 1944 в направлении Штипа (всего участвовало более 17 дивизий). Однако оба удара партизаны отразили.
В начале 1944 года ГШ НОАиПО Македонии принял на совещании в селе Фуштани следующие рашения:
- 1-й Македонско-косовской ударной бригаде — 31 января 1944 совершить поход от села Промахи[макед.] в Западную Македонию в Азот[макед.] и Порече[макед.];
- 2-й Македонской ударной бригаде — 31 января 1944 осуществить переход от Зборско[макед.] в район Тиквеша и Гевгелии с целью отвлечения на себя сил противника;
- Группе батальонов ГШ НОАиПО Македонии (македонский партизанский батальон «Стеван Наумов» и Болгарский партизанский батальон имени Христо Ботева) во главе с главным штабом — в тот же день выступить в поход из села Зборско через территорию Эгейской Македонии для последующего прорыва в район Куманова и Вране[3].

По заключению историка Младенко Цолича, Февральский поход в основном был выполнен по намеченному плану и достиг поставленных целей. После прибытия ЦК коммунистической партии и ГШ НОАиПО Македонии с группой батальонов в район Козьяка, здесь 26 февраля 1944 года была сформирована 3-я Македонская бригада. Февральский поход стал важным поворотным моментом в развитии народно-освободительной борьбы в Македонии и привел к формированию новых партизанских частей в этой области Югославии. После успешного похода партизанских бригад и группы батальонов во главе с ГШ НОАиПО Македонии стратегическая инициатива перешла к НОАЮ, а оккупационные силы были вынуждены перейти к обороне и защите важных опорных пунктов, объектов и путей сообщения. Группа батальонов ГШ НОАиПО Македонии преодолела за 24 дня похода дорогу протяженностью около 440 км, из которых в течение 10 дней прошла по Эгейской Македонии около 180 км, а через Восточную Македонию — за 14 дней около 260 км. Следствием событий похода стал переход под контроль партизан весной — летом 1944 года новых районов области, что сделало возможным проведение Первого заседания Антифашистского собрания народного освобождения Македонии.

### Комментарии
1. ↑  Македонией в документах КПЮ и возглавлявшегося ею Народно-освободительного движения Югославии обычно именовалась Вардарская Македония[1].